# Andrena altaica
Andrena altaica là một loài Hymenoptera trong họ Andrenidae. Loài này được Lebedev mô tả khoa học năm 1932.